# Pvlace
Pvlace [ˈpæləs] , Eigenschreibweise auch PVLACE, bürgerlicher Name Denis Berger (* 29. August 1996 in Heilbronn) ist ein deutscher Musikproduzent. 

## Leben
Pvlace begann 2010 hobbymäßig mit der Produktion von Beats und Elektronischer Musik.
Er versendete seine Beats an größere Musikproduzenten in den Vereinigten Staaten, woraufhin er 2018 vom amerikanischen Produzenten Southside kontaktiert wurde. Kurz darauf wurde berichtet, dass Pvlace bei dessen Produzententeam 808 Mafia unter Vertrag genommen wurde.
2018 schaffte Pvlace den Durchbruch in Amerika und seine Loops wurden von Musikern wie Wiz Khalifa, Gucci Mane und Young Thug genutzt.
Ende 2022 warf ihm der Produzent Gunboi vor, sich an seinen Kompositionen aus einem gemeinsamen Cloudspeicher bereichert zu haben. Im Zuge der Kontroverse merkten der Gründer und der Manager von 808 Mafia außerdem an, dass Pvlace dort nie unter Vertrag gestanden habe. Auch die mit der informellen Unterstützung durch 808 Mafia einhergehende Nutzung des Producer-Tags wurde beendet. Kurz darauf wies Pvlace beide Anschuldigungen in einer 30-minütigen Videobotschaft zurück und zeigte unter anderem zwei Dokumente, die eine Rechnung von Gunboi und einen Vertrag mit 808 Mafia belegen sollen. In einem Reaktionsvideo widersprach Gunboi seinen Schilderungen teils deutlich.

## Produktionen (Auswahl)

### 2017
- Chrysler Swanging (feat. Mena) auf Days Before Real Life (Sierra Kidd)

### 2018
- Homework auf Rolling Papers 2 (Wiz Khalifa)
- Knots auf Ethernet (Wifisfuneral feat. Jay Critch)
- Tsunami auf Slime Language (Young Thug)
- Tanz Der Vampire auf VVS (Ufo361)

### 2019
- Lame auf Delusions of Grandeur (Gucci Mane feat. Wiz Khalifa, Rick Ross)
- Goin Dummi auf The Wizrd (Future)
- Midnight in Prague (Lil Xan)
- Big Tipper auf So Much Fun (Young Thug feat. Lil Keed)

### 2020
- Wann wenn nicht jetzt (Edo Saiya & Pvlace)